# TeX Live
TeX Live — наиболее полный дистрибутив LaTeX, поддерживаемый TeX-сообществом. TeX Live позволяет запускать и устанавливать LaTeX на различных операционных системах. В число поддерживаемых систем входят множество Unix-подобных, включая Linux, а также Mac OS X и Microsoft Windows.
TeX Live даёт возможность не только установить его на жёсткий диск, но и запустить прямо с DVD, что объясняет приставку Live в названии дистрибутива. Вместе с DVD-версией дистрибутива идёт «снимок» CTAN-архива.
В дистрибутив входит очень подробное и качественное руководство пользователя по установке на нескольких языках, включая русский.

## История
TeX Live разрабатывается начиная с 1996 года. В качестве основы для дистрибутива послужил дистрибутив teTeX, который прекратил своё существование весной 2006 года в пользу TeX Live. На сегодня TeX Live становится базовым для всех дистрибутивов Linux.

## История выпусков
|  | Прекращённый |  | Текущий |  | Будущий (tlpretest) |

| Версия | Дата выпуска        | Значимые изменения | Ссылка               |
| ------ | ------------------- | --- | -------------------- |
| 2026   | 7 марта 2025 года   | |                      |
| 2025   | 8 марта 2025 года   | Генерирует PDF-1.7 во всех форматах, как простом (plain), так и LaTeX; раньше был 1.5.                                                                              |                      |
| 2024   | 12 марта 2024 года  | |                      |
| 2023   | 19 марта 2023 года  | Версия для Windows запускает и предоставляет только 64-битные двоичные файлы                                                                                        |                      |
| 2022   | 4 апреля 2022 года  | |                      |
| 2021   | 1 апреля 2021 года  | |                      |
| 2020   | 10 апреля 2020 года | Публичный релиз, включая MacTeX | [ 3 ]                |
| 2019   | 20 апреля 2019 года | Новый интерфейс TEX Live Manager; LuaTeX 1.10; Lua 5.3 | [ 4 ]                |
| 2018   | 28 апреля 2018 года | Входная кодировка LaTeX по умолчанию UTF-8; по умолчанию поиск файлов вне системных каталогов ведётся без учёта регистра                                            |                      |
| 2017   | 4 июня 2017 года    | LuaTeX 1.04. |                      |
| 2016   | 5 июня 2016 года    | LuaTeX 0.90. |                      |
| 2015   |                     | LaTeX2e теперь включает исправления, ранее находившиеся в fixltx2e. LuaTeX 0.80.                                                                                    |                      |
| 2014   |                     | |                      |
| 2013   |                     | XeTeX теперь использует HarfBuzz для макета шрифта. LuaTeX 0.77. |                      |
| 2012   |                     | |                      |
| 2011   |                     | Добавлен biber. LuaTeX 0.70. |                      |
| 2010   |                     | Автоматическое преобразование EPS для pdfTeX. Вывод в PDF 1.5 по умолчанию. XeTeX имеет кернинг на полях. LuaTeX 0.60. Больше нельзя запустить с DVD в live-режиме. |                      |
| 2009   |                     | TeXworks включён в порты для Windows и OSX. Включён Asymptote. LuaTeX 0.40.                                                                                         |                      |
| 2008   |                     | Накопительные обновления через Интернет. Первый выпуск с LuaTeX. |                      |
| 2007   |                     | |                      |
| 2006   |                     | Первый выпуск с XeTeX. | (недоступная ссылка) |
| 2005   |                     | |                      |
| 2004   |                     | Новая структура каталогов. |                      |
| 2003   |                     | e-TeX по умолчанию. Включён Latin Modern. |                      |
| 7      | 2002 год            | Поддержка Mac OS X |                      |
| 6      | июль 2001 года      | Мелкозернистые коллекции. |                      |
| 5      | март 2000 года      | Удалено всё несвободное программное обеспечение. |                      |
| 4      | 1999 год            | Поддержка Windows. Web2C 7.3. |                      |
| 3      | 1998 год            | Web2C 7.2. |                      |
| 2      | 1997 год            | |                      |
| 1      | май 1996 года       | |                      |